# Varttaussaari (ö i Södra Savolax)
Varttaussaari är en ö i Finland. Den ligger i sjön Ala-Luotojärvi och i kommunen Nyslott i  landskapet Södra Savolax, i den sydöstra delen av landet, 300 km nordost om huvudstaden Helsingfors. Öns area är 2 hektar och dess största längd är 280 meter i sydöst-nordvästlig riktning.